# Millington (Illinois)
Pour les articles homonymes, voir Millington.
Millington est un village du comté de Kendall et LaSalle dans l'Illinois, aux États-Unis,. Il est incorporé le 3 janvier 1894.

## Démographie
Lors du recensement de 2010, le village comptait une population de 665 habitants. Elle est estimée, en 2016, à 665 habitants.

## Source de la traduction
- (en) Cet article est partiellement ou en totalité issu de l’article de Wikipédia en anglais intitulé « Millington, Illinois » (voir la liste des auteurs).